# Richard Barnes (zanger)
Richard Barnes (Sandstead, 16 juni 1944) is een Brits zanger die (beperkt) succes had begin jaren '70.

## Carrière
Barnes was een zanger bij de Britse groep The Quiet Five, die ondanks de naam uit zes leden bestond: John Howell (elektronisch orgel/zang), Kris Ife (gitaar/zang), Richard Barnes (basgitaar/zang), Roger McKew (gitaar), Ray Hailey (drums) en John "Satch" Goswell (saxofoon). In 1969 stapte hij uit de groep en begon een solocarrière. Hij maakte ook onderdeel uit van de cast van de musical Jesus Christ Superstar in Londen in de jaren 70.
Zijn grootste succes was met de single Take to the mountains, welke een 15e plaats haalde in de Nederlandse Top 40 en een 11e plek in de Hilversum 3 Top 30. In het Verenigd Koninkrijk kwam het niet verder dan plaats 35, de volgende single (Go north) haalde in Nederland niet de hitlijsten, in het Verenigd Koninkrijk strandde deze op nummer 38. Barnes nam het nummer Take to the mountains ook op in het Duits, onder de titel Heute sind es keine Träume.
Ook zong hij op de Cd The passion van Adrian Snell in het nummer The trial de rol van Pilatus.
In 2007 kwam er nog een verzamelalbum uit van Barnes, onder de titel Take to the mountains.

## Discografie

### Albums
| Album met eventuele hitnotering(en) in de Nederlandse Album Top 100 | Datum van verschijnen | Datum van binnenkomst | Hoogste positie | Aantal weken | Opmerkingen            |
| ------------------------------------------------------------------- | --------------------- | --------------------- | --------------- | ------------ | ---------------------- |
| Richard Barnes                                                      | 1970                  |                       |                 |              |                        |
| Tony Hazzard & Richard Barnes                                       | 1976                  |                       |                 |              | Samen met Tony Hazzard |

### Singles
| Single met eventuele hitnotering(en) in de Nederlandse Top 40 | Datum van verschijnen | Datum van binnenkomst | Hoogste positie | Aantal weken | Opmerkingen                     |
| ------------------------------------------------------------- | --------------------- | --------------------- | --------------- | ------------ | ------------------------------- |
| Woman, woman                                                  | 1968                  |                       |                 |              |                                 |
| Take to the mountains                                         | 1970                  | 25-07-1970            | 15              | 6            | nr. 11 in de Hilversum 3 Top 30 |
| Go north                                                      | 1970                  |                       |                 |              |                                 |
| Coldwater morning                                             | 1971                  |                       |                 |              |                                 |

### NPO Radio 2 Top 2000
Van Richard Barnes stond alleen Take to the mountains in 2000 in de NPO Radio 2 Top 2000, op plek 1863.
- Biblioteca Nacional de España: XX6379585
- Gemeinsame Normdatei: 13507729X
- MusicBrainz: fe559b15-1ef0-4882-a06a-600aef088e8b
- Virtual International Authority File: 9160789508802681024